# Makoto Takimoto
Makoto Takimoto (jap. 瀧本 誠 Takimoto Makoto;  ur. 8 grudnia 1974 w Iwai) – japoński judoka oraz zawodnik mieszanych sztuk walki. Złoty medalista Igrzysk Olimpijskich w judo z Sydney (2000) oraz zwycięzca Mistrzostw Azji z 1995 w judo. Po karierze judoki zawodnik japońskich organizacji MMA PRIDE FC oraz World Victory Road, gdzie uzyskał bilans 6 zwycięstw i 5 porażek.